# Сеспедес, Франсиско Хавьер
Франсиско Хавьер де Хесус де Сеспедес и дель Кастильо (исп. Francisco Javier de Jesús de Céspedes y del Castillo; 3 декабря 1821 — 27 июля 1903) — кубинский военный и политик, временный президент революционной Кубы.
Франсиско Хавьер Сеспедес был братом знаменитого кубинского революционера Карлоса Мануэля Сеспедеса, участвовал в подготовке первой войны за независимость Кубы. 15 апреля 1877 года был избран вице-президентом революционной Кубы. Когда президент Томас Эстрада Пальма был захвачен неприятельскими войсками, то Франсиско Хавьер Сеспедес в соответствии с Конституцией стал президентом страны. Он постарался как можно быстрее собрать Палату представителей, чтобы та избрала нового президента.